# Hi-Fi (группа)
Hi-Fi (англ. High Fidelity — высокая точность воспроизведения звука) — российская музыкальная группа, основанная продюсером и автором текстов Эриком Чантурия, а также композитором и аранжировщиком Павлом Есениным. Название группы придумал имиджмейкер Алишер.
Песни коллектива неоднократно возглавляли российские чарты. В 2005 году группа стала лауреатом премии «Муз-ТВ» в номинации «Лучший танцевальный проект».

## История
Hi-Fi — почти уникальный пример поп-группы, ни один из участников которой не имел никакого отношения ни к созданию, ни к исполнению песен.«Афиша»
Первый альбом состоял из песен, записанных в Германии и Новосибирске для группы Orbita — первого проекта Чантурии и Есенина, в котором вокалистом был Есенин, а уроженец Новосибирска Митя Фомин выступал в качестве танцора. Солистом «Hi-Fi» планировал стать сам Павел Есенин, но решив, что гастрольная жизнь не оставит времени на сочинение музыки, отказался от этой идеи, и фронтменом группы стал Фомин. Однако Есенину не понравился голос Фомина, и он стал петь за него на записях группы.
До 2009 года я пел все песни Hi-Fi самостоятельно. Почему? Все просто: чтобы достичь успеха, надо, чтобы в проекте все идеально совпало — музыка, внешний образ, вокал. У Мити есть вокал, но он мне не нравился.Павел Есенин
Официальной датой основания группы считается 2 августа 1998 года. С этого дня Митя Фомин, Тимофей Пронькин и фотомодель Оксана Олешко приступили к совместной работе над съёмками видеоклипа к композиции «Не дано», которую снимали в Санкт-Петербурге. Примечательно, что участники до этого момента не пересекались друг с другом и не были знакомы. Первая версия песни изначально была на английском языке, называлась «Get to stand after falling» и была записана ещё в 1997 году для коллектива Orbita, в котором участвовал и сам Митя Фомин. Позже из этой самой первой версии появились песни «Не дано» и «Седьмой лепесток», а также песня «Отшумели летние дожди» в исполнении Александра Медведева, более известного как Shura.
Первый выход на сцену состоялся 14 ноября 1998 года на концерте-презентации сборника «Союз-23».
В декабре 1998 года песня «Не дано» оказалась в ротации семи радиостанций. Видеоклип на неё попал в ротацию чартов «Русская десятка» и «20 самых-самых» телеканала «MTV Россия».
26 февраля 1999 года видеоклип на песню «Беспризорник» дебютировал на третьем месте в чарте «20 самых-самых» телеканала «MTV Россия», а в апреле песня оказалась в ротации 33-х радиостанций, став самой популярной уже в следующем месяце.
17 февраля 1999 года музыкальное издательство «Союз» выпустило на компакт-дисках и аудиокассетах дебютный альбом группы под названием «Первый контакт». Дистрибуцией альбома занималась фирма Real Records. В альбом вошло 11 треков, записанных в жанрах европоп («Не дано»), хаус («Call me Misha»), нью-эйдж («Ты прости»), джангл («Нить»), транс («Пионер», «Georgia»), нью-джек-свинг («Беспризорник»), техно («Don’t give up»), современный ритм-н-блюз («Childhood»). Автором музыки и аранжировки в альбоме был отмечен Павел Есенин, а автором слов — Эрик Чантурия. Альбом попал на второе место в графе «Лучший альбом» в «Музыкальном референдуме апреля» газеты «Живой звук», составленным на основе писем читателей. Там же сама группа заняла третье место в графе «Лучшая поп-группа» и первое место в графе «Открытие года».
5 июля 2000 года был запущен Интернет-сайт группы https://hifi.ru, позднее переименовавшийся в https://hifigroup.ru.
В начале 2003 года Оксана Олешко покидает группу, посвятив себя семье. Через две недели была найдена новая солистка, ею стала профессиональная модель Татьяна Терёшина. Заменить Оксану Олешко также предлагали первой солистке поп-группы «ВИА Гра» Алёне Винницкой, но несмотря на долгие уговоры продюсеров, певица наотрез отказалась. В мае 2005 года Терёшина была вынуждена покинуть группу. В начале 2006 года на роль солистки была утверждена студентка джазового отделения Санкт-Петербургского университета культуры и искусств Екатерина Ли.
В начале 2009 года на фоне падения популярности «Hi-Fi» ради сольной карьеры из коллектива ушёл Митя Фомин, уставший «анимировать» Павла Есенина:
Я представлял себе, что мне будет 60 лет и я буду прыгать на сцене под чужой голос. Кстати, я всегда пел поверх фонограммы с голосом Павла Есенина. И когда останавливалась фонограмма, я допевал, выкручивался из любых, неожиданных ситуаций.Митя Фомин
Ему на смену пришёл новый участник — Кирилл Колгушкин, но фактическим фронтменом группы стал Тимофей Пронькин.
В феврале 2010 года Екатерина Ли объявила о своём уходе из коллектива для «большей самореализации на сцене». Позже она стала солисткой группы «Фабрика» вместо ушедшей Сати Казановой. В марте 2010 года, пройдя кастинг, в коллектив попала новая солистка Олеся Липчанская.
В апреле 2011 года Кирилл Колгушкин заявил о намерении покинуть коллектив. В феврале 2012 года новым солистом группы стал Вячеслав Самарин. В репертуар коллектива вошли несколько его песен, на «Не покидай», был снят клип, автором которой являлся так же Павел Есенин. Однако Вячеслав покинул группу в октябре этого же года.
В декабре 2016 года в группе появилась новая солистка Марина Дрождина, и по апрель 2018 года группа «Hi-Fi» представляла собой дуэт Тимофея Пронькина и Марины Дрождиной. В 2017 году Hi-Fi официально записывает кавер-версию «Не верь слезам».
В апреле 2018 года Митя Фомин, Тимофей Пронькин и Оксана Олешко впервые за 10 лет вышли на сцену «Олимпийского» в золотом составе группы «Hi-Fi». Сергей Жуков пригласил их выступить в качестве гостей в рамках концерта «Руки вверх!». Также Митя Фомин сообщил, что они записали несколько новых песен. 25 апреля на официальном сайте группы было объявлено о том, что золотой состав готовится к съёмкам нового видеоклипа. 6 сентября группа выступила в золотом составе на шоу «Мурзилки Live» радиостанции «Авторадио», где исполнила некоторые из прежних композиций, а также представила новую песню — «Разбуди меня» с вокалом Павла Есенина и Мити Фомина. 20 декабря 2018 года на песню «Разбуди меня» был выпущен видеоклип.

## Состав

### Текущий состав
- Тимофей Пронькин — танцы, имитация бэк-вокала, гитара (1998—2009), бэк-вокал (2009—2016), вокал (2016—наст. время)
- Марина Дрождина — вокал (2016—наст. время)

### Бывшие участники
- Митя Фомин — имитация вокала, танцы (1998—2009), вокал (2018—2020)
- Оксана Олешко — танцы, имитация бэк-вокала (1998—2003), бэк-вокал (2018)
- Татьяна Терёшина — танцы, имитация бэк-вокала (2003—2005)
- Екатерина Ли — вокал, бэк-вокал (2006—2010)
- Кирилл Колгушкин — вокал, танцы, бэк-вокал (2009—2011)
- Олеся Липчанская — бэк-вокал (2010—2016)
- Вячеслав Самарин — вокал (2012)

### Составы
| Период          | Состав           | Состав           | Состав           | Состав        |
| --------------- | ---------------- | ---------------- | ---------------- | ------------- |
| 08.1998—02.2003 | Тимофей Пронькин | Митя Фомин       | Оксана Олешко    |               |
| 02.2003—05.2005 | Тимофей Пронькин | Митя Фомин       | Татьяна Терёшина |               |
| 05.2005—02.2006 | Тимофей Пронькин | Митя Фомин       |                  |               |
| 02.2006—12.2008 | Тимофей Пронькин | Митя Фомин       | Екатерина Ли     |               |
| 12.2008—02.2009 | Тимофей Пронькин | Митя Фомин       |                  |               |
| 02.2009—02.2010 | Тимофей Пронькин | Кирилл Колгушкин | Екатерина Ли     |               |
| 02.2010—03.2010 | Тимофей Пронькин | Кирилл Колгушкин |                  |               |
| 03.2010—04.2011 | Тимофей Пронькин | Кирилл Колгушкин | Олеся Липчанская |               |
| 04.2011—02.2012 | Тимофей Пронькин |                  | Олеся Липчанская |               |
| 02.2012—09.2012 | Тимофей Пронькин | Вячеслав Самарин | Олеся Липчанская |               |
| 09.2012—12.2016 | Тимофей Пронькин |                  | Олеся Липчанская |               |
| 12.2016—04.2018 | Тимофей Пронькин | Марина Дрождина  |                  |               |
| 04.2018—12.2018 | Тимофей Пронькин | Марина Дрождина  | Митя Фомин       | Оксана Олешко |
| 12.2018—06.2020 | Тимофей Пронькин | Марина Дрождина  | Митя Фомин       |               |
| 06.2020—н. в.   | Тимофей Пронькин | Марина Дрождина  |                  |               |

## Дискография

### Альбомы
Студийные альбомы
- 1999 — «Первый контакт»[14]
- 1999 — «Reпродукция»[26]
- 2001 — «Запоминай»[27]
- 2018 — «Хорошие песни. Неизданный альбом»[28]

Альбомы ремиксов
- 2001 — «D&J: Disc & Jockey Remixes»

Сборники
- 2002 — Best
- 2004 — The Best
- 2008 — The Best I
- 2015 — «Лучшее»

### Синглы
- 2017 — «Не верь слезам (Remake)»
- 2018 — «Алла»
- 2018 — «Разбуди меня» (feat. Митя Фомин & Павел Есенин)
- 2019 — «Однажды» (feat. Павел Есенин)
- 2019 — «Позвони мне, Миша»
- 2020 — «Дом»
- 2020 — «Я космонавт» (Pavel Esenin & Hi-Fi)
- 2021 — «Пара децибел» (Pavel Esenin & Hi-Fi)
- 2021 — «Седьмой лепесток» (Максим Круженков & Hi-Fi)
- 2025 — «Follow Me» (Hi-Fi & Bobina)

## Видеоклипы
| Год  | Клип                                           | Состав                                                       | Альбом                           |
| ---- | ---------------------------------------------- | ------------------------------------------------------------ | -------------------------------- |
| 1998 | Не дано                                        | Тимофей Пронькин, Митя Фомин, Оксана Олешко                  | Первый контакт                   |
| 1999 | Беспризорник                                   | Тимофей Пронькин, Митя Фомин, Оксана Олешко                  | Первый контакт                   |
| 1999 | Про лето                                       | Тимофей Пронькин, Митя Фомин, Оксана Олешко                  | Rепродукция                      |
| 1999 | Чёрный ворон                                   | Тимофей Пронькин, Митя Фомин, Оксана Олешко                  | Rепродукция                      |
| 2000 | Глупые люди                                    | Тимофей Пронькин, Митя Фомин, Оксана Олешко                  | Запоминай                        |
| 2002 | А мы любили                                    | Тимофей Пронькин, Митя Фомин, Оксана Олешко                  | Best                             |
| 2002 | Я люблю                                        | Тимофей Пронькин, Митя Фомин, Оксана Олешко                  | Best                             |
| 2004 | Беда                                           | Тимофей Пронькин, Митя Фомин, Татьяна Терёшина               | The Best I                       |
| 2007 | По следам                                      | Тимофей Пронькин, Митя Фомин, Екатерина Ли                   | Хорошие песни. Неизданный альбом |
| 2008 | Седьмой лепесток (DJ Shevtsov & DJ Noiz remix) | Тимофей Пронькин, Митя Фомин, Екатерина Ли                   | Хорошие песни. Неизданный альбом |
| 2008 | Мы не ангелы                                   | Тимофей Пронькин, Митя Фомин, Екатерина Ли                   | Хорошие песни. Неизданный альбом |
| 2009 | Нам пора                                       | Тимофей Пронькин, Кирилл Колгушкин, Екатерина Ли             | Хорошие песни. Неизданный альбом |
| 2009 | Забытый сентябрь                               | Тимофей Пронькин, Кирилл Колгушкин, Екатерина Ли             | Хорошие песни. Неизданный альбом |
| 2010 | Время не властно (при участии 3XL PRO)         | Тимофей Пронькин, Кирилл Колгушкин, Олеся Липчанская         | Хорошие песни. Неизданный альбом |
| 2011 | Я там                                          | Тимофей Пронькин, Кирилл Колгушкин, Олеся Липчанская         | Хорошие песни. Неизданный альбом |
| 2012 | Не покидай                                     | Тимофей Пронькин, Вячеслав Самарин, Олеся Липчанская         | Хорошие песни. Неизданный альбом |
| 2018 | Разбуди меня                                   | Тимофей Пронькин, Митя Фомин, Оксана Олешко, Марина Дрождина |                                  |

## Награды
- 1999 — «Золотой граммофон» за песню «Чёрный ворон»
- 2000 — «Золотой граммофон» за песню «За мной»
- 2002 — «Золотой граммофон» за песню «СШ № 7 (А мы любили)»
- 2004 — «Золотой граммофон» за песню «Седьмой лепесток»
- 2005 — «Премия Муз-ТВ» — «Самая модная группа» (World Fashion TV)[29]